# Stehiometrija
Stehiometrija (στοιχεῖον «element» + μετρέω «meriti») je veja kemije, ki se ukvarja s količinskimi razmerji med reaktanti pred kemijsko reakcijo in produkti po kemijski reakciji. Razmerja so lahko masna, volumenska ali molska. Pri reakcijah velja zakon o ohranitvi mase, to pomeni da je skupna masa reaktantov enaka masi produktov. S stehiometrijo računamo potrebne količine posameznih reaktantov pred reakcijo in produkte po reakciji. 

## Primer reakcije
CH
4 + 2O
2 → CO
2 + 2H
2O
Molsko razmerje: 1 mol metana zgori z 2 moloma kisika, nastane 1 mol ogljikovega dioksida in 2 mola vode

## Stehiometrična razmerja zrak-gorivo za pogosto uporabljena goriva
Pri zgorevanju kisik reagira z gorivom. Točka, kjer je porabljeno vse gorivo in ves kisik se imenuje stohiometrična točka. Če je preveč kisika, ga nekaj ostane in isto velja za gorivo. Različna goriva imajo različno sestavo ogljika, vodika in drugih elementov, zato so različna stohiometrična razmerja, pri popolnem zgorevanju:
| Gorivo         | Masno razmerje | Volumensko razmerje | Delež goriva po masi |
| -------------- | -------------- | ------------------- | -------------------- |
| Bencin         | 14,7 : 1       | —                   | 6,8%                 |
| Zemeljski plin | 17,2 : 1       | 9,7 : 1             | 5,8%                 |
| Propan         | 15,67 : 1      | 23,9 : 1            | 6,45%                |
| Etanol         | 9 : 1          | —                   | 11,1%                |
| Metanol        | 6,47 : 1       | —                   | 15,6%                |
| n-Butanol      | 11,2 : 1       | —                   | —                    |
| Vodik          | 34,3 : 1       | 2,39 : 1            | 2,9%                 |
| Dizel          | 14,5 : 1       | —                   | 6,8%                 |

Pazi: Zgornja tabela prikazuje podatke za zrak, ne pa za čisti kisik - pri slednjem bi bila razmerja precej manjša.
Bencinski motorji lahko delujejo pri stohiometričnih razmerjih, ker je bencin zelo vnetljiv in je zmešan z zrakom v vplinjaču pred vžigom. Dizelski motorji pa delujejo na "revni" mešanici, pri kateri je več zraka. Dizelsko gorivo je manj vnetljivo, zgori skoraj takoj po vbrizgu, na voljo je manj časa za uplinjanje. Dizelski motorji bi pri stohimetričnem proizvajali saje.